# Forever Charmed
«Forever Charmed» es el último episodio de la serie de televisión de drama sobrenatural estadounidense Charmed, y el número 178 en general. Es la segunda parte del final de la serie de dos episodios de la octava temporada del programa. El episodio fue escrito por Brad Kern y dirigido por James L. Conway. Se transmitió originalmente en Estados Unidos el 21 de mayo de 2006 en The WB. «Forever Charmed» implica viajes en el tiempo, visitas familiares nostálgicas y una repetición de varias situaciones históricas importantes, así como una mirada al futuro de otra progenie de las hermanas protagonistas. Fue visto por 4,5 millones de espectadores estadounidenses, convirtiéndose en el episodio de mayor audiencia de la temporada.

## Argumento
Después de la cataclísmica batalla entre las hermanas Halliwell y las hermanas Jenkins que demolió la mansión y mató a Phoebe (Alyssa Milano ), Paige (Rose McGowan) y Christy (Marnette Patterson) en el episodio anterior «Kill Billie Vol. 2», Piper (Holly Marie Combs) y Leo (Brian Krause) van al condominio de Phoebe donde estaba resguardado el Libro de las Sombras. Mientras Piper y Leo busca junto a Leo algún tipo de solución para devolver la vida a sus hermanas, Billie (Kaley Cuoco) acude a la Escuela de Magia, donde se enfrenta a Dumain (Anthony Cistaro), revelando que Christy está muerta. Dumain le sugiere que se proyecte al pasado para salvar a Christy. Piper y Leo llegan al apartamento de su padre, Víctor (James Read), y Piper les da la noticia de la muerte de Phoebe y Paige. Un Víctor horrorizado les cuenta que un cupido llamado Coop (Victor Webster) llegó a su apartamento buscando a Phoebe. Piper luego se da cuenta de que el anillo de Coop tiene la capacidad de viajar en el tiempo para ver amores pasados, y lo convoca para poder tomar prestado el anillo.
Piper y Leo usan el anillo para viajar en el tiempo y cambiar los eventos que conducen a la muerte de Phoebe y Paige. Cuando Piper se centra en volver al pasado para ver a Phoebe, ella y Leo terminan en 1975, cuando Phoebe fue concebida y sus padres todavía estaban juntos. Sin revelar demasiada información, Piper les dice a sus padres que ella y Leo son del futuro y que viajaron en el tiempo para salvar a Phoebe y Paige de la muerte. Su madre Patty (Finola Hughes) insiste en ayudarlos y le dice a Piper que forme un Poder de Tres de tres generaciones con ella y la abuela (Jennifer Rhodes). Cuando Piper se centra en volver al pasado con Grams, terminan 50 años en el futuro, con Piper y Leo, donde ella es la abuela de la familia. Luego viajan a 1982, cuando su abuela estaba consolando a Piper, de 10 años. Patty no sabía que estaba muerta en ese momento, y después de que la abuela se desmaya al verla, Piper se ve obligada a decírselo.
Mientras tanto, de vuelta en la Escuela de Magia, Billie se prepara para proyectarse al pasado. Cuando Dumain menciona que tiene que centrarse en el tiempo de la existencia de La Tríada, sospecha que algo está pasando y finalmente se da cuenta de que ha sido manipulada. Dumain le dice que regrese en el tiempo y le pregunte a Christy, para que ella lo entienda. Cuando la abuela se despierta, Patty le dice que sus hijas crecerán y se convertirán en las Charmed Ones, y de inmediato quiere ayudar. Mientras tanto, Billie se proyecta en la mansión, durante el tiempo en que Billie y Christy del pasado llegan para luchar contra las Charmed Ones. Cuando intenta advertirles a las dos sobre lo que sucederá, la Billie del pasado la envía volando contra una pared. Cuando comienza la batalla, las tres generaciones del Poder de las Tres (la abuela, Patty y Piper) llegan para recitar un hechizo para eliminar a The Hollow de las Charmed Ones del pasado y de Billie y Christy del pasado, deteniendo así la batalla y cambiando el futuro. Luego, Billie y Piper del presente se fusionan con sus yo del pasado, y Billie y Christy se teletransportan fuera de la mansión porque ya no tienen la ayuda mágica de The Hollow. El Ángel del Destino (Denise Dowse) llega para recuperar a Leo porque la batalla no ocurrió. Los futuros Wyatt (Wes Ramsey) y Chris (Drew Fuller) aparecen en la mansión, revelando que alguien ha alterado su futuro.
Cuando Billie le dice a Christy que La Tríada y Dumain han estado trabajando juntos para usarlos para eliminar a las Charmed Ones, Christy no se deja intimidar por esta revelación y está decidida a llevar a cabo su destino de matar a Charmed Ones, con o sin Billie. Ella se da cuenta de que Christy se ha convertido en una asesina y regresa a la mansión para ponerse del lado de las Charmed Ones y pedirles perdón. Mientras tanto, Chris y Wyatt del futuro explican que Wyatt perdió sus poderes en medio de una pelea de demonios, y Billie revela que Dumain la convenció a ella y a Christy de robar los poderes del bebé Wyatt para convocar a The Hollow para matar a las Charmed Ones. Cuando Coop llega a la mansión, Wyatt accidentalmente lo llama tío Coop, dejando entrever que él y Phoebe estarán juntos en el futuro. Mientras las hermanas y la abuela van al apartamento de Phoebe para trabajar en pociones de superación, Patty y los chicos visitan el apartamento actual de Víctor y se sorprenden al descubrir que están divorciados. Christy le dice a Dumain que Billie los ha abandonado, pero cree que hay una manera de revivir La Tríada sin ella. Cuando el marido de Paige, Henry (Ivan Sergei), llega al condominio, la abuela descubre que es un mortal y no está contenta. Cuando Coop le confiesa su amor a Phoebe, ella no lo maneja bien, creyendo que es un amor prohibido. Ella le da su anillo y regresa con sus hermanas. Luego Dumain aparece y agarra a Coop y el anillo.
Cuando las llamadas de Phoebe a Coop fallan, Wyatt y Chris del futuro revelan que Coop fue enviado por Los Ancianos para compensar todos los eventos por los que la hicieron pasar a Phoebe como una de las Charmed Ones, y que no es un amor prohibido. También le explican que en el futuro lo único que tendrá que hacer será pensar en Coop para invocarlo. Luego aparece con gran dolor y revela que Dumain le quitó su anillo para que él y Christy pudieran viajar en el tiempo. Aunque se da cuenta de que es demasiado tarde para detenerlos, Billie también tiene la capacidad de viajar en el tiempo. Cuando Dumain y Christy del presente llegan al pasado, advierten a La Tríada que convenzan a Christy y Billie del pasado de invocar a The Hollow antes que a las Charmed Ones. La Billie del presente y las Charmed Ones llegan un momento después gracias a que Billie se concentra en Christy para vencer a La Tríada, y Piper hace estallar las versiones pasadas y presentes de Dumain, dejando a Christy sin aliados. Cuando Billie le ruega a Christy que regrese al lado bueno, Christy se enfurece y lanza una bola de fuego a su hermana, que Billie desvía con telequinesis, venciendo accidentalmente a Christy. Billie inmediatamente se derrumba en lágrimas mientras las hermanas sienten su dolor. Luego se lleva a cabo una reunión familiar en el solárium de la mansión y Wyatt revela que ha recuperado sus poderes. El Ángel del Destino regresa con Leo y le revela que así debía terminar la batalla. Patty también revela que ahora sabe de la muerte de Prue (Shannen Doherty) gracias a Victor, y entiende y acepta su muerte debido a la existencia de Paige. Coop lleva a la abuela, Patty, Chris y Wyatt a sus propios tiempos y borra sus recuerdos de los acontecimientos recientes.
Al día siguiente, Piper lleva el Libro de las Sombras a Phoebe y Paige, y cada una escribe una reflexión sobre lo que sucedió en los últimos años para que las generaciones futuras lo sepan. Phoebe escribe que durante los últimos ocho años ganó y perdió mucho y que su vida realmente recién comienza, después de descubrir que Coop es su verdadero amor. Un anacronía revela que Phoebe y Coop están casados y tienen dos hijas, y que Phoebe está embarazada de su tercer hijo. Billie también ha superado la muerte de Christy y se la ve como niñera de las hijas de Phoebe. También muestra que Phoebe continúa trabajando en el Bay Mirror y termina escribiendo un libro de autoayuda sobre cómo encontrar el amor. Paige escribe sobre su vida y la de Henry. Se muestra en más anacronías que ella acepta su papel como Luz Blanca, ayudando a muchas brujas y futuros Luz Blanca que incluyen a sus sobrinos y sobrinas. También muestra que Paige y Henry tienen tres hijos, dos hijas gemelas y un hijo. Piper escribe cómo Paige les transmitió a sus hijos y a los de Phoebe todo lo que aprendió sobre ser una bruja. En un destello del futuro, Piper y Leo tienen su tercer hijo, una niña llamada Melinda. También muestra que Piper tiene su propio restaurante y Leo ha vuelto a enseñar en la Escuela de Magia. Mientras Piper recita su pasaje, la futura abuela Piper le lee el pasaje a su nieta, Prudence. El último mensaje de Piper en el libro es: «Aunque ciertamente hemos tenido nuestras luchas y dolores de cabeza a lo largo de los años, somos una familia de sobrevivientes y siempre lo seremos, por eso realmente hemos estado encantados». Prudence le pide que lo lea de nuevo, pero la Piper del futuro dice que necesita descansar y que puede leerlo ella misma porque el libro será suyo algún día. Luego, Piper y Leo del futuro suben las escaleras mientras se muestran fotos familiares colgadas en la pared. El episodio termina con el resto de los nietos Halliwell corriendo hacia la mansión antes de que Prudence cierre la puerta con telequinesis, de la misma manera que Prue lo hizo al final del primer episodio, «Something Wicca This Way Comes».

## Recepción
En 2016, Gavin Hetherington de SpoilerTV reflexionó sobre el final de la serie en su décimo aniversario el 21 de mayo. Escribió que «Forever Charmed» fue el mejor episodio de la temporada, y que «la mejor manera en que pudieron haber terminado, realmente, fue rodear el final con la familia, una de las principales razones por las que la gente se enamoró del programa». Dijo que se sintió decepcionado por la ausencia de Prue, y que «siempre me matará que ella nunca apareció, o incluso que tuviera su foto en la pared». Concluye diciendo «¿realmente podrían haber tenido un final mejor?».